# Estação Reina Elisenda

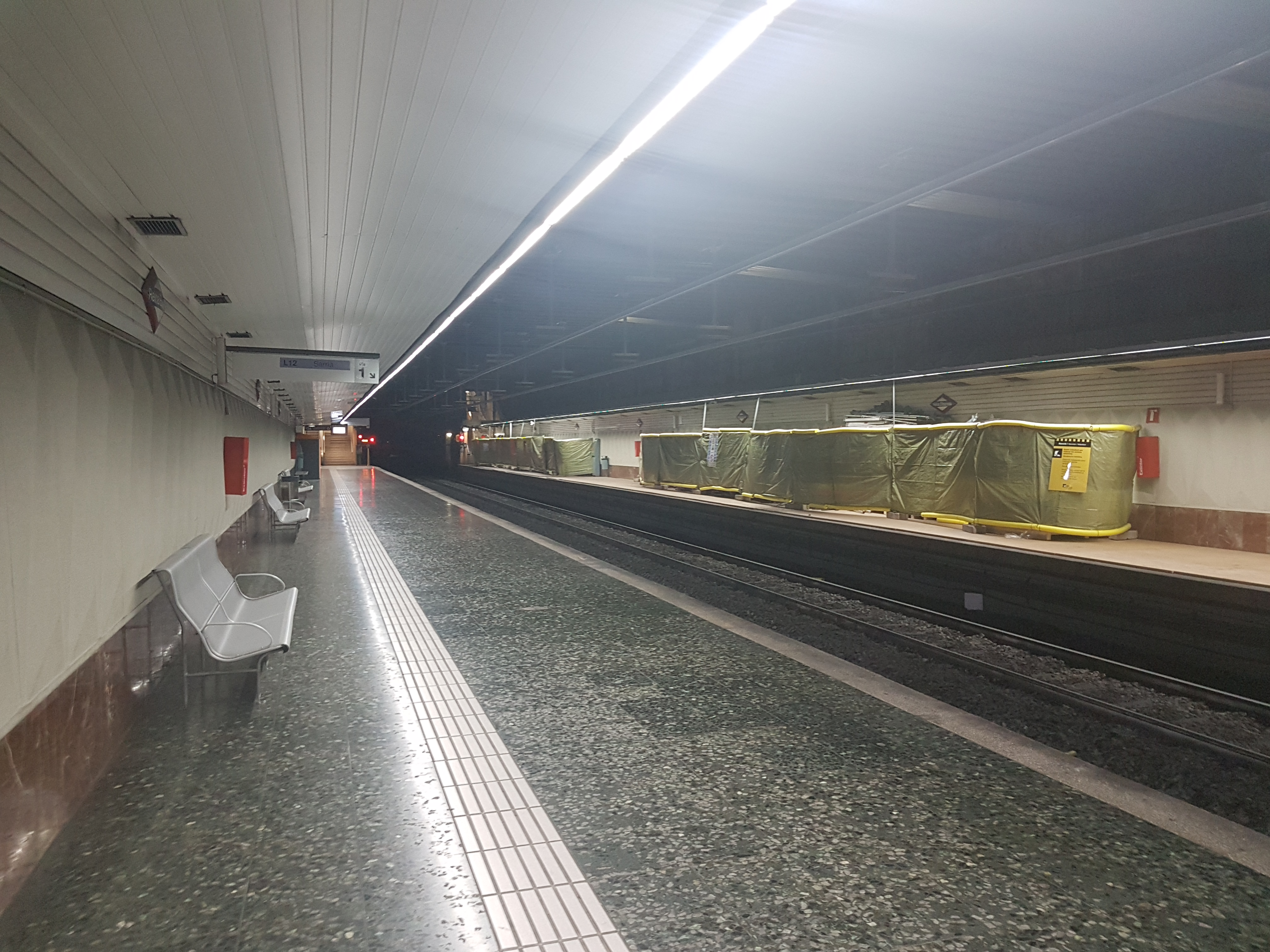
Plataformas de embarque.

Reina Elisenda é uma estação que atende a  Linha 12 do Metro de Barcelona localizada no distrito de Sarrià-Sant Gervasi.

## História
A estação faz parte da rede Ferrocarrils de la Generalitat de Catalunya, embora esta estação seja a única da L12 exclusiva do metro. A estação é o fim de um dos vários ramais da linha Barcelona-Vallès, que separa o tronco comum da linha de Sarrià. Quando inaugurada esta estação pertencia a linha 6 do Metro de Barcelona e servia anteriormente como o serviço ferroviário urbano U6 da Generalitat de Catalunya. Com a modificação dos trilhos da estação de Sarrià, foi inaugurado no dia 12 de setembro de 2016 a nova linha 12. Um trem com serviço vaivém entre Sarrià e Reina Elisenda atende a linha.

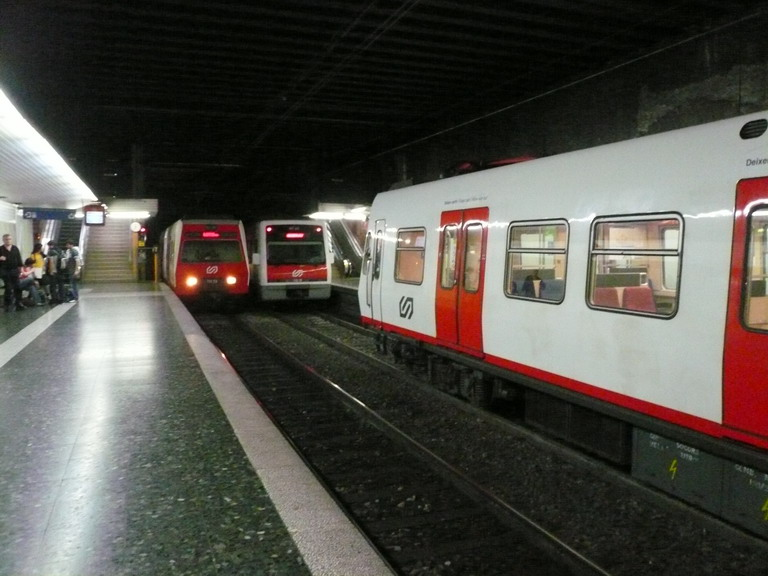
Trens na fila de manobras da estação a noite (2007).

Em 2016 Reina Elisenda registrou a entrada de 789.683 passageiros.

## Localização
A estação foi inaugurada em 1976 e está situada sob Passeig de la Reina Elisenda de Montcada. Ele pode ser acessado pela Avinguda de J.V. Foix ou pela Carrer de la Duquessa d'Orleans. Fora do horário de operação o local serve como pátio de estacionamento das composições que atende a linha.